# 27846 Honegger
27846 Honegger (1994 TT16) là một tiểu hành tinh vành đai chính được phát hiện ngày 5 tháng 10 năm 1994 bởi F. Borngen ở Tautenburg.